# Mohsen Rezai
Mohsen Rezaee Mirgha'ed (também escrito Mohsen Rezai; em persa: محسن رضایی میرقائد; Cuzistão, 1 de setembro de 1954), nascido Sabzevar Rezaei Mirgha'ed, é um político conservador iraniano afiliado à Frente de Resistência do Irã Islâmico e oficial militar do Exército dos Guardiães da Revolução Islâmica onde atualmente ocupa o cargo de secretário do Conselho de Discernimento.
De 1980 a 1997, Rezaee foi comandante em chefe da Guarda Revolucionária Islâmica. Antes da Revolução Iraniana, Rezaee era membro do grupo rebelde de guerrilha islâmico Mansouroun. Ingressou na Organização dos Mujahidin da Revolução Islâmica após o fim da revolução.
Apelidado de "candidato perene", Rezaee concorreu como candidato presidencial conservador nas eleições de 2009, ficando em terceiro lugar com 1,7% dos votos, atrás do vencedor Mahmoud Ahmadinejad e do vice-reformista Mir-Hossein Mousavi. Ele também foi candidato nas eleições presidenciais de 2013 e recebeu 3 884 412 votos, ficando em quarto lugar, atrás do vencedor Hassan Rouhani, de Mohammad Bagher Ghalibaf e Saeed Jalili.

## Biografia
Rezai nasceu em Masjed Soleyman em 9 de setembro de 1954 em uma família Bakhtiari nômade religiosa. Ele passou a infância e a adolescência na cidade de Masjed Soleyman (Irsoleymān), uma cidade rica por conta do petróleo, no sudoeste do Irã. Junto com seus amigos íntimos, ele estabeleceu a "Associação de Religião e Ciência". Quando começou a estudar em uma escola administrada pela National Iranian Oil Company em 1969, Rezaee se mudou para a cidade de Ahvaz. No ensino médio ele iniciou sua luta política e cultural contra o xá. No seu último ano do ensino médio ele foi preso, interrogado e torturado em Ahvaz pela SAVAK, o serviço de segurança do regime do xá. Ele tinha 17 anos quando cumpriu cinco meses em cela solitária. Rezaee não parou suas atividades políticas depois que foi libertado da prisão. Rezaee chegou a Teerã em 1974 para estudar engenharia mecânica na Universidade de Ciência e Tecnologia do Irão. Rezaee estudava e trabalhava ao mesmo tempo. A SAVAK intensificou sua repressão aos grupos guerrilheiros dos quais ele era membro. Ele teve que abandonar a universidade. Ele lançou filiais provinciais dos guerrilheiros do Mansouroun em sete províncias. Quando o Ruhollah Khomeini voltou para casa do exílio, o grupo Mansouroun foi encarregado de proteger o líder revolucionário. Após a Revolução Islâmica de 1979, sete grupos muçulmanos armados se uniram e estabeleceram a Organização dos Mujahidin da Revolução Islâmica para salvaguardar a nascente Revolução Islâmica.[carece de fontes?]
Embora ele tenha estudado engenharia mecânica na Universidade de Ciência e Tecnologia do Irão antes da Revolução Iraniana, Rezaee mudou para o curso para economia após a Guerra Irã-Iraque, estudando na Universidade de Teerã, recebendo seu doutorado em 2001.
Rezaee casou-se em 1974. Ele teve cinco crianças, dois filhos e três filhas. Seu filho mais velho, Ahmad, migrou para os Estados Unidos em 1998 e procurou asilo político. Ahmad falou contra as políticas do governo islâmico iraniano e acusou seu pai e outros de apoiar atos terroristas. Ele retornou ao Irã em 2005, desdizendo suas declarações, depois migrou para os Emirados Árabes Unidos em 2011. Em 13 de novembro de 2011, seu corpo foi encontrado em um hotel em Dubai. Foi relatado que ele foi morto por um funcionário do hotel, mas a polícia de Dubai afirmou que ele havia sido morto depois de tomar uma grande quantidade de antidepressivos. Seu irmão, Omidvar, é membro do Parlamento do Irã desde 2008.

## Carreira

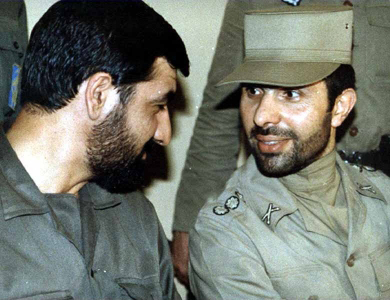
Ali Sayad Shirazi e Mohsen Rezaee

Rezai ingressou no Exército dos Guardiães da Revolução Islâmica (EGRI) e mais tarde foi nomeado chefe de sua divisão de inteligência. Ele foi apontado como o comandante do EGRI por Ruhollah Khomeini. Foi quando Rezaee cresceu em complexidade organizacional que ele assumiu o cargo de comandante em chefe do EGRI, em 11 de setembro de 1981, quando tinha 27 anos. Rezaee permaneceu no cargo até anuncira sua aposentadoria de todos os seus postos militares. Ele participou ativamente da Guerra Irã-Iraque. Em 1986, ele foi nomeado membro do Conselho Supremo de Defesa. Rezaee foi retirado do EGRI em 1997 devido a pressões dos seguidores do então presidente Mohammad Khatami. Outro motivo para sua demissão foi o fracasso em responder à ameaça de ataque dos EUA. Ele foi substituído por Yahya Rahim Safavi.
Ele se tornou membro e em seguida secretário do Conselho de Discernimento, em agosto de 1997. Ele também foi nomeado presidente da comissão de macroeconomia e comércio. Além disso, ele é um revisor das versões de desenvolvimento do Irã para 2025.
Rezai fundou o site de notícias Tabnak, originalmente chamado Baztab, em 2002, como uma reação à proliferação de sites reformistas. Ele tem relação com o website Wikirezaee. Ele também foi co-fundador da Universidade Imam Hossein, onde atualmente leciona. É relatado que ele retornou ao EGRI em 2015.

### Campanhas presidenciais
Rezai foi candidato à eleição presidencial de 2005, mas desistiu em 15 de junho de 2005, apenas dois dias antes da eleição. Rezai mencionou que estava se retirando da disputa pela "integração dos votos da nação" e "sua eficácia". Ele não mencionou nenhum candidato.
Em 23 de abril de 2009 anunciou que entrou na corrida presidencial de 2009, depois de tentar encontrar outro conservador para concorrer com ele contra Ahmadinejad, no entanto ele perdeu para o mesmo. Ele também foi candidato nas eleições de 2013. Rezai anunciou sua candidatura à presidência em outubro de 2012.
Em 12 de dezembro de 2016, Rezaei anunciou que não tinha nenhuma decisão de concorrer à presidência nas eleições de 2017.

### Declarações
Em 1988, Rezai enviou uma carta ao Aiatolá Khomeini, na qual argumentava que a Guerra Irã-Iraque não poderia ser vencida.
No período que antecedeu as eleições iranianas de 2009, Rezai criticou os comentários públicos do candidato adversário Mahmoud Ahmadinejad questionando o Holocausto como "não útil" para a posição internacional do Irã. Rezaei declarou em 2 de agosto de 2009 que os julgamentos em andamento dos chamados 'prisioneiros' eram um ato injusto, emitindo uma carta em nome do Conselho de Discernimento do qual ele é o secretário, condenando o governo.
Em setembro de 2019, Rezaei expressou sua esperança de que o Irã capturasse o presidente dos Estados Unidos, Donald Trump, e o colocasse em julgamento.

### Controvérsia
Um conflito e o desacordo sobre a estratégia a ser adotada na guerra Irã-Iraque surgiram entre Ali Sayed Shirazi, comandante das forças terrestres, e Rezai em julho de 1986. Quando essa rivalidade se tornou pública, o aiatolá Khomeini os conheceu em sua residência em 19 de julho de 1986 e os exortou a "buscar a unidade", dizendo-lhes: "Você deve se esforçar, para não pensar em termos de ser membro das Forças Armadas ou dos guardas". Corps ou das forças Basij. . . . Devemos entender que, se houver alguma disputa entre vocês... não apenas estamos condenados aqui e agora, mas também somos culpados diante de Deus. "

## Histórico eleitoral

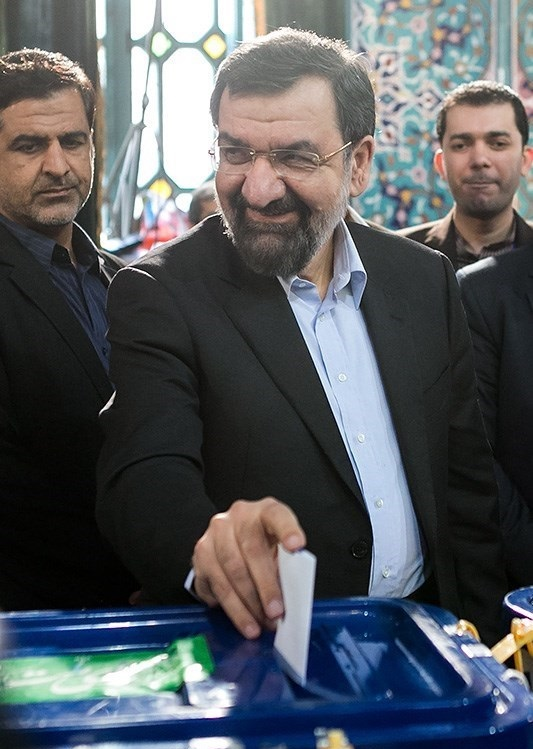
Rezaee dá seu voto nas eleições parlamentares de 2016

| Ano  | Eleição    | Votos     | %     | Classificação | Notas    |
| ---- | ---------- | --------- | ----- | ------------- | -------- |
| 2000 | Parlamento | 539.796   | 18,41 | 36            | Perdido  |
| 2005 | Presidente | -         | -     | -             | Retirado |
| 2009 | Presidente | 678.240   | 1,73  | 3º            | Perdido  |
| 2013 | Presidente | 3.884.412 | 10,55 | 4º            | Perdido  |

## Obras
- Iran at future horizon
- Fath's orders
- Iran and Middle East
- Look of the Sun
- I want to die like a cloud
- 186 Pilgrim notes
- Regional Iran
- Answer to some questions about War
- Establishment of Badr's Sepah
- Explanation of trade flows on industrial productivity in Iran
- Rights of the accused in the court system
- Hidden Hands
- The third face of economic jihad
- Ahmad Kazemi's biography
- Model for cultural policy and planning
- Who was Ebrahim Hemat?
- The second wave of the Revolution
- Economic Federalism
- Monetary theory, and general equilibrium Atyar

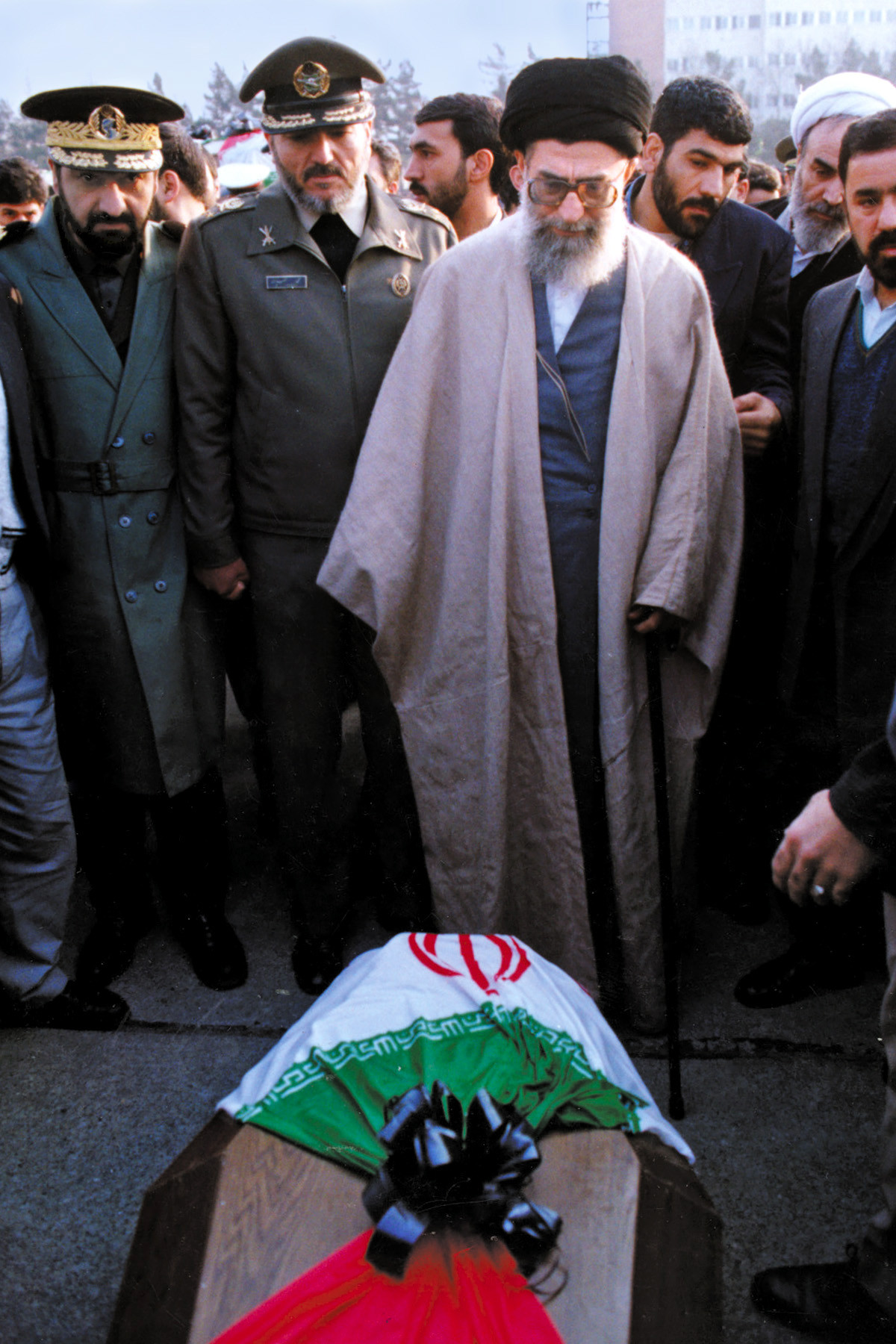
Rezaee (primeiro da esquerda) com o líder supremo, Ali Khamenei, no funeral de um comandante da Força Aérea, em 8 de janeiro de 1995.